# 沃爾加斯特湖
53°55′1″N 14°10′36″E / 53.91694°N 14.17667°E

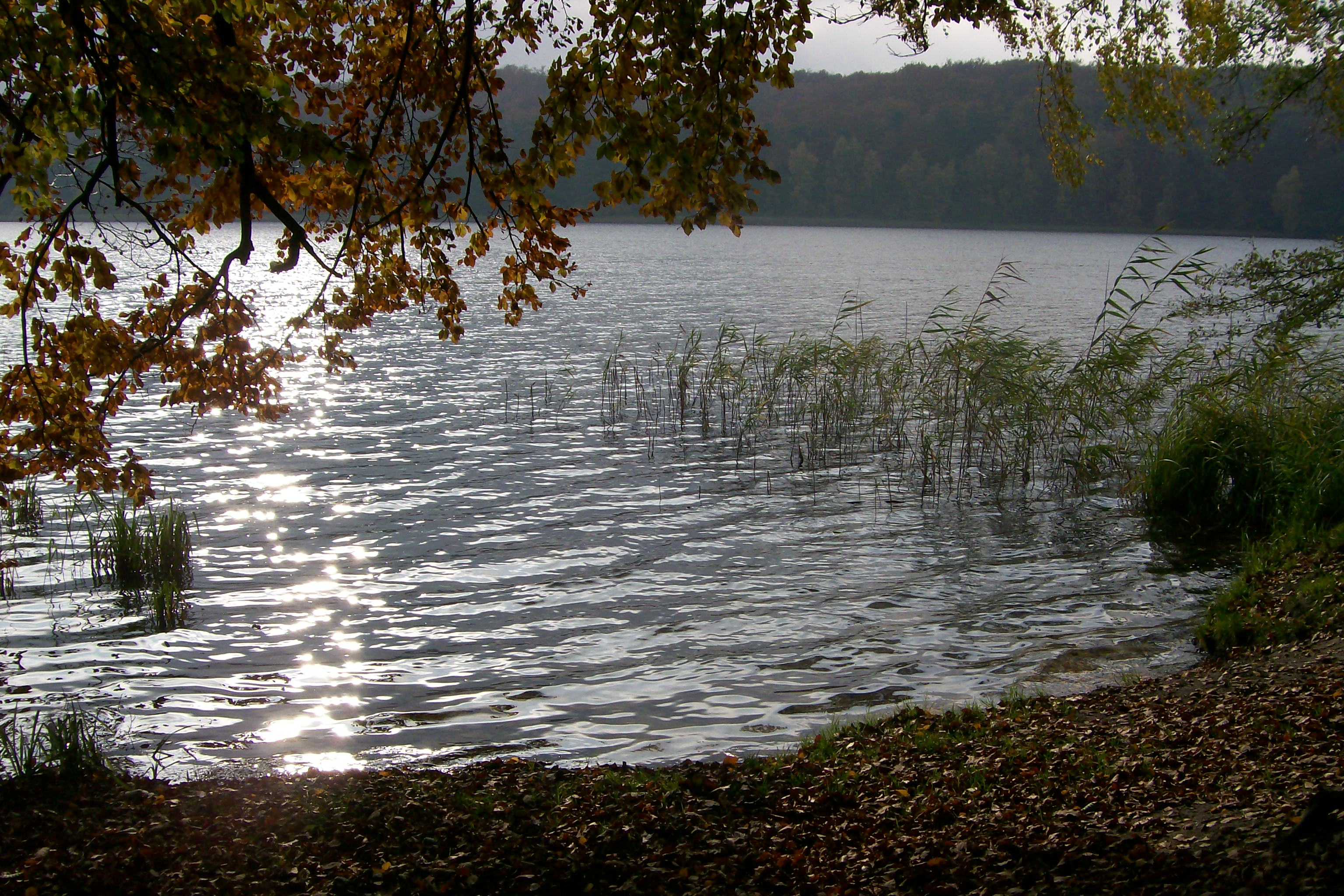

沃爾加斯特湖（德語：Wolgastsee），是德國的湖泊，位於該國東北部，由梅克倫堡-前波美拉尼亞州負責管轄，長1.4公里、寬0.5公里，面積0.5平方公里，海拔高度0.6米，平均水深4.1米，最大水深7.5米。